# Butternut
Butternut – wieś w Stanach Zjednoczonych, w stanie Wisconsin, w hrabstwie Ashland.